# GDDR6 SDRAM
GDDR6(graphics double data rate type six synchronous dynamic random-access memory)은 그래픽 카드, 게임 콘솔, 고성능 연산에 사용하기 위해 높은 대역폭(더블 데이터 레이트) 인터페이스를 갖춘 현대적 종류의 동기 그래픽스 랜덤 액세스 메모리(SGRAM)이다.

## 개요
최종 사양은 2017년 7월 JEDEC에 의해 출판되었다. GDDR6은 핀 당 대역이 증가되었으며(최대 16 Gbit/s), 동작 전압을 낮췄으며(1.35 V), GDDR5 대비 성능을 높이고 전력 소모를 낮추었다.

## GDDR6X
마이크론은 엔비디아와 긴밀히 협력하여 GDDR6X를 개발했다. GDDR6X SGRAM은 아직 JEDEC에서 표준화되지 않았다. 엔비디아는 마이크론의 유일한 GDDR6X 출시 파트너이다. GDDR6X는 PAM4 신호로 19~21Gbit/s의 증가된 핀당 대역폭을 제공하여 심볼당 2비트를 전송할 수 있고 심볼당 1비트만 제공했던 이전의 NRZ(비영점 복귀, PAM2) 코딩을 대체하여 GDDR6의 핀당 대역폭을 16Gbit/s로 제한한다. GDDR6X를 사용하는 최초의 그래픽 카드는 엔비디아 지포스 RTX 3080 및 3090 그래픽 카드이다. PAM4 신호는 새로운 것이 아니지만 구현 비용이 더 많이 든다. 그 이유는 칩에서 더 많은 공간이 필요하고 신호 대 잡음비(SNR) 문제가 더 발생하기 쉽기 때문이다. 이는 주로 고속 네트워킹(200G 이더넷 등)으로 사용이 제한되었다. GDDR6X는 전송 비트당 전력 소모량이 GDDR6보다 15% 적지만, GDDR6X가 GDDR6보다 빠르기 때문에 전체 전력 소모량은 더 높다. 평균적으로 PAM4는 차등 신호 방식보다 전력 소모량이 적고 핀 개수도 적으면서도 NRZ보다 빠르다. GDDR6X는 고대역폭 메모리보다 가격이 저렴한 것으로 알려져 있다.

## 같이 보기
- 장치 대역폭 목록